# تومي ثاير
تومي ثاير (بالإنجليزية: Tommy Thayer)‏ هو عازف قيثارة وموسيقي أمريكي، ولد في 7 نوفمبر 1960 في بورتلاند في الولايات المتحدة.

## وصلات خارجية
- الموقع الرسمي
- تومي ثاير على موقع IMDb (الإنجليزية)
- تومي ثاير على موقع ميوزك برينز (الإنجليزية)
- تومي ثاير على موقع أول ميوزيك (الإنجليزية)
- تومي ثاير على موقع ديسكوغز (الإنجليزية)
- تومي ثاير على موقع قاعدة بيانات الفيلم (الإنجليزية)